# 宮五郎
宮 五郎（みや ごろう、本名：宮崎義正、1936年（昭和11年）4月29日 - 1994年（平成6年）8月12日）は、歌手。兵庫県出身。

## 経歴・人物
1963年に宮史郎（宮五郎の弟）、並木ひろしと音楽漫才ぴんからトリオを結成。「女のみち」が420万枚を売り上げる。1973年にぴんからトリオから並木ひろしが脱退。グループ名をぴんから兄弟で活動。1994年8月12日で58歳で死去。テレビ出演は『時間ですよ』(TBS)がある。また、ぴんから兄弟を離れた後の約三年間は所属の第一プロダクションの社員として宮史郎のマネジャーとして活動していた。

## エピソード
- ぴんからトリオ結成前の職業はクリーニングのアイロンかけをやっていた。
- 元々楽器はベースしか弾けない。ぴんからトリオではアンプを持って行ったりセッティングするのが大変だったらしく並木ひろしと同様にギターを持ったが弾けない為、実際はエアギター状態だった。過去の宮五郎の映像を見ると殆ど左手のコードが動いていない。
- 「夢を抱く女」ぴんから兄弟、のときだけギターではなくマラカスを持っていた。

## 宮五郎・歌唱レコード
- 男とは･･･　（「女のねがい」B面：宮五郎とその一味）
- 渡り鳥　　 （「女のゆめ」B面）
- おんな町 　（「ひとり酒 」B面）
- 夜に消えたい　（「夢を抱く女」B面）
- よろしく言ってたぜ　（「あなたが欲しい」B面：宮史郎とデュオ）
- 哀しき流浪　　（「女のちかい」B面）
- 苦労かけたね　　（「おまえ」B面：宮史郎とデュオ）
- 魚町ブルース　　（「くやし涙もでやしない」B面）など